# 윤정옥
윤정옥(尹貞玉, 1925년 ~ )은 대한민국의 영문학자이자 인권운동가이다.

## 생애
1925년에 강원도 고성군 외금강에서 태어났다. 1943년에 이화여자전문학교(현재의 이화여자대학교)에 입학하였고, 학교측의 강요로 정신대 자원서를 쓴 직후 아버지의 권유로 자퇴를 하고 가족과 함께 금강산으로 피신하였다가, 해방 후에 재입학하여 졸업한 후 미국 유학을 다녀왔다.
1953년에 이화여자대학교 강사가 되었고 1958년에 이화여자대학교 영문학과 교수가 되었다. 1980년에 일본군 '위안부' 조사를 시작하였다. 1988년에 한국교회여성연합회 주최 세미나에서 정신대 답사 보고를 하였다. 이후 한국교회여성연합회에 정신대연구위원회 설치하였다. 1990년에 한겨레신문에 정신대 취재기를 게재하였다. 1990년 11월 16일에 한국정신대문제대책협의회를 결성하였고 그 공동 대표가 되었다. 2006년에 베트남을 방문하여 베트남 전쟁시 한국군에 의한 성폭력 피해자에 대해 조사하였다. 한국정신대문제대책협의회 지도위원으로서 활동하였다. 그러나 1994년 일본 무라야마 총리의 위안부에 보상 성격의 아시아여성기금 위로금을 수령하는가에 대한 문제로 당시 위안부 피해 생존자 46명 중 33명과 크게 불화가 있었다.

## 상훈
- 2003년 제2회 유관순상
- 2006년 제4회 한국여성지도자상 대상

## 같이 보기
- 위안부
- 김학순
- 한국정신대문제대책협의회